# Пахолента
Пахолента (пол. Pacholęta, нім. Pakulent) — село в Польщі, у гміні Відухова Грифінського повіту Західнопоморського воєводства.
Населення — 145 осіб (2011).
У 1975-1998 роках село належало до Щецинського воєводства.

## Демографія
Демографічна структура станом на 31 березня 2011 року:
|          | Загалом | Допрацездатний вік | Працездатний вік | Постпрацездатний вік |
| -------- | ------- | ------------------ | ---------------- | -------------------- |
| Чоловіки | 76      | 23                 | 47               | 6                    |
| Жінки    | 69      | 14                 | 34               | 21                   |
| Разом    | 145     | 37                 | 81               | 27                   |